# Edmond Abelé
Edmond Abelé, né le 4 mars 1925 à Châlons-sur-Marne (aujourd'hui Châlons-en-Champagne) et mort le 27 septembre 2017, est un évêque catholique français, évêque de Digne entre 1980 et 1987.

## Éléments biographiques
Il a été ordonné prêtre le 21 octobre 1951.
Nommé évêque de Monaco le 27 juin 1972, il a été consacré le 15 octobre suivant. Il a ensuite été nommé évêque de Digne le 1er décembre 1980.
Il s'est retiré à 62 ans, le 2 juin 1987.